# Nonane
Le nonane est un hydrocarbure linéaire de la famille des alcanes supérieurs, de formule brute C9H20. Il existe trente-cinq isomères structuraux. Ces diverses molécules comportent toutes neuf [en grec ἐννέα (ennéa), neuf] atomes de carbone.